# Église Saint-Georges de Sonchamp
Pour les articles homonymes, voir Église Saint-Georges.
L’église Saint-Georges est une église de culte catholique romain située à Sonchamp dans les Yvelines. Elle est classée monument historique depuis le 12 décembre 1984.

## Historique de la construction
Sa construction s'étale sur plusieurs siècles. Elle débute au XIe siècle ou au XIIe siècle avec la nef. Le portail, le choeur et l'abside datent du XIIIe siècle. Le clocher est ajouté au XVe siècle, et les collatéraux au XVIe siècle.
En 1810, la charpente du clocher est refaite. En 1872, l'architecte Baurienne reconstruit la voûte.

## Description

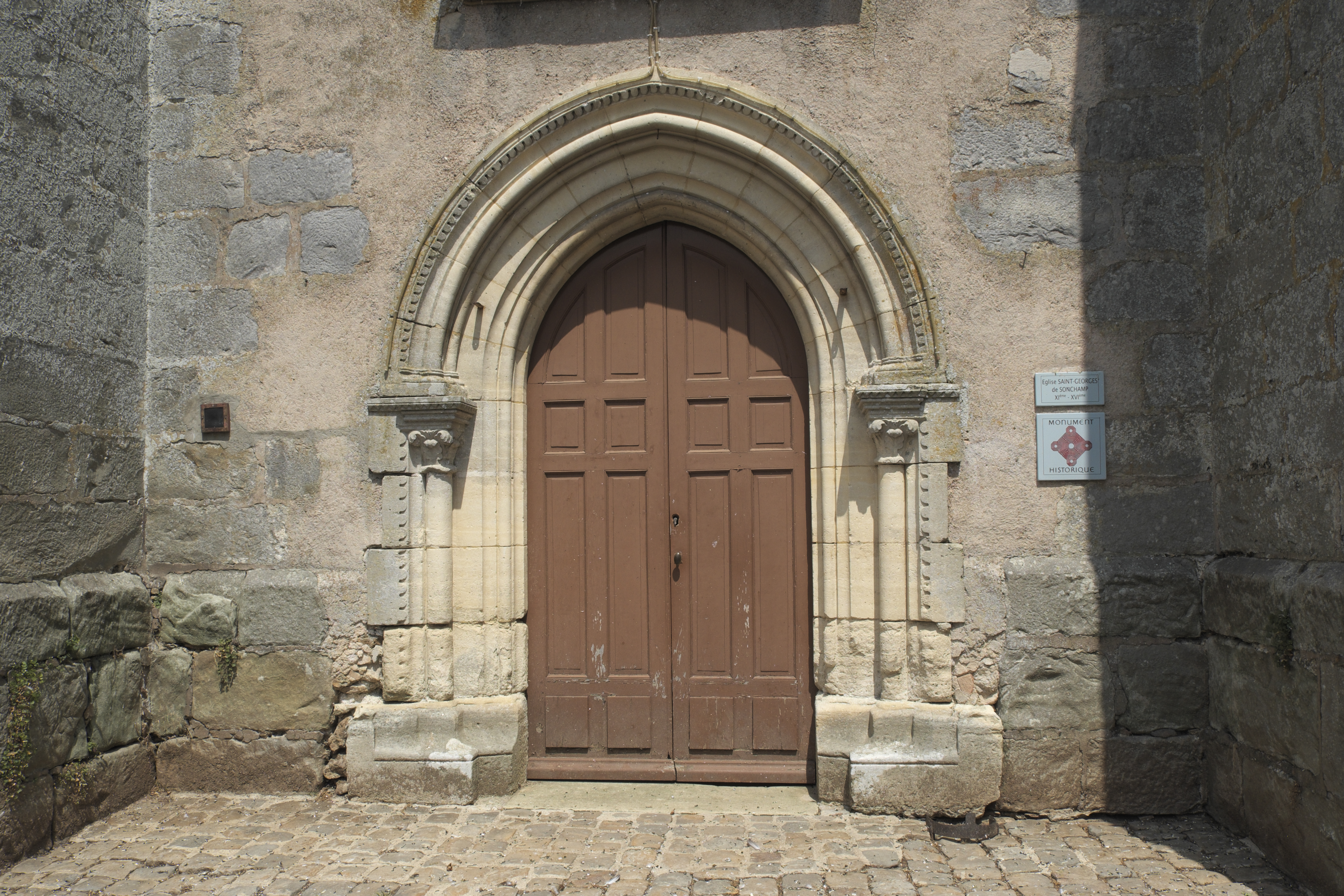
Portail de l'église.

L'édifice est orienté vers l'est, bâti sur un plan allongé, terminé par un chevet semi-circulaire.